# Őcsény, Tolna
Őcsény  este un sat în districtul Szekszárd, județul Tolna, Ungaria, având o populație de 2.445 de locuitori (2011). 

## Demografie
Componența etnică a satului Őcsény
     Maghiari (93%)
     Germani (3,61%)
     Romi (3,26%)
     Necunoscut (0,13%)
     Alții (0,13%)
Componența confesională a satului Őcsény
     Romano-catolici (35,42%)
     Fără religie (20,2%)
     Reformați (14,11%)
     Necunoscută (28,71%)
     Alte religii (2,17%)
Conform recensământului din 2011, satul Őcsény avea 2.445 de locuitori. Din punct de vedere etnic, majoritatea locuitorilor (93,0%) erau maghiari, existând și minorități de germani (3,61%) și romi (3,26%). Apartenența etnică nu este cunoscută în cazul a 0,13% din locuitori. Nu există o religie majoritară, locuitorii fiind romano-catolici (35,42%), persoane fără religie (20,2%) și reformați (14,11%). Pentru 28,71% din locuitori nu este cunoscută apartenența confesională.